# Luke Roberts
Luke Roberts   (Adelaida, 25 de gener de 1977) és un exciclista australià, professional des del 2002 al 2014.
Combinava la pista amb la carretera, sent en pista on va aconseguir els seus majors èxits: la medalla d'or en la prova de persecució per equips dels Jocs Olímpics d'Atenes de 2004, formant equip amb Bradley McGee, Brett Lancaster i Graeme Brown i tres campionats del món de la mateixa especialitat el 2002, 2003 i 2004.
També va ser director esportiu de l'equip Team Sunweb.

## Palmarès en ruta
- 2001
  - Vencedor d'una etapa del Tour Down Under
- 2002
  - 1r al Tour de Tasmània
- 2003
  - Vencedor de 2 etapes del Giro del Véneto
  - Vencedor d'una etapa del Giro del Cap
  - Vencedor d'una etapa del Gran Premi de Ringerike
- 2004
  - Vencedor d'una etapa de la Volta a Renània-Palatinat
  - Vencedor d'una etapa del Tour de Normandia
- 2005
  - Vencedor d'una etapa del Tour del Mediterrani
- 2006
  - Vencedor d'una etapa del Drei-Länder-Tour
- 2008
  - Vencedor d'una etapa del Giro del Cap
- 2010
  - Vencedor d'una etapa de la Volta a Múrcia
- 2013
  - Vencedor d'una etapa de la Istrian Spring Trophy

### Resultats al Tour de França
- 2005. 102è de la classificació general
- 2010. 103è de la classificació general

### Resultats al Giro d'Itàlia
- 2010. 124è de la classificació general
- 2012. 115è de la classificació general

## Palmarès en pista
- 1994
  -  Campió del món júnior en Persecució per equips, amb Ian Christison, Bradley McGee i Grigg Homan
- 1995
  -  Campió del món júnior en Persecució
  -  Campió del món júnior en Persecució per equips, amb Ian Christison, Timothy Lyons i Matthew Meaney
- 2002
  -  Campió del món de persecució per equips, amb Peter Dawson, Brett Lancaster i Stephen Wooldridge
  -  Medalla d'or als Jocs de la Commonwealth de Manchester en persecució per equips
  -  Medalla de plata al campionat del món de persecució individual
- 2003
  -  Campió del món de persecució per equips, amb Peter Dawson, Brett Lancaster i Graeme Brown
  -  Medalla de plata al campionat del món de persecució individual
- 2004
  -  Medalla d'or als Jocs Olímpics d'Atenes en persecució per equips, amb Bradley McGee, Brett Lancaster i Graeme Brown
  -  Campió del món de persecució per equips, amb Peter Dawson, Ashley Hutchinson i Stephen Wooldridge
- 2008
  -  Medalla de bronze al Campionat del món de persecució per equips, amb Graeme Brown, Mark Jamieson i Bradley McGee
- 2009
  - 1r als Sis dies de Grenoble (amb Franco Marvulli)

### Resultats a laCopa del Món
- 1998
  - 1r a Cali, en Persecució
  - 1r a Victoria, en Persecució per equips
  - 1r a Victoria, en Madison
- 1999
  - 1r a la Classificació general, en Persecució
  - 1r a Cali i Frisco, en Persecució per equips
- 2003
  - 1r a Ciutat del Cap, en Persecució